# Raúl Gutiérrez
Raúl Gutiérrez (* 16. Oktober 1966 in Mexiko-Stadt), auch bekannt unter dem Spitznamen El Potro, ist ein ehemaliger mexikanischer Fußballspieler auf der Position des Verteidigers. Er trainiert die mexikanische U-17 Nationalmannschaft.

## Leben

### Verein
„El Potro“ Gutiérrez begann seine Profikarriere in der Saison 1989/90 bei seinem Heimatverein Atlante, mit dem er in der Saison 1992/93 die mexikanische Meisterschaft gewann. Nach fünf Jahren bei Atlante wechselte er 1994 zum Stadtrivalen América, bei dem er bis Ende 2001 für insgesamt siebeneinhalb Jahre unter Vertrag stand. Für das Torneo Clausura 2002 wechselte er zum Club León, mit dem er am Saisonende 2001/02 in die zweite Liga abstieg, während sein Exverein América zur selben Zeit seinen neunten Meistertitel in der Profiliga gewann.

### Nationalmannschaft
Sein Debüt im Dress der mexikanischen Nationalmannschaft feierte Gutiérrez am 4. Dezember 1991 beim 3:0-Sieg gegen Ungarn. Sein letztes Länderspiel absolvierte er am 21. September 1996 in einem WM-Qualifikationsspiel, das gegen Honduras (1:2) verloren wurde.
Höhepunkt seiner Nationalmannschaftskarriere war die Teilnahme an der Fußball-Weltmeisterschaft 1994, bei der er in den Vorrundenspielen gegen Norwegen (0:1) und Irland (2:1) zum Einsatz kam.

## Erfolge

### Als Spieler
- Mexikanischer Meister: 1992/93

### Als Trainer
- U-17-Fußballweltmeister: 2011